# Afan Lido Football Club
Afan Lido F.C. é uma equipe galesa de futebol com sede em Port Talbot. Disputa a Welsh Football League Division One [en], o segundo escalão do futebol galês para os clubes da área sul do país.
Seus jogos são mandados no Marston Stadium [en], que possui capacidade para 4 200 espectadores.

## História
O Afan Lido F.C. foi fundado em 1967.

## Títulos
- Welsh League Cup: 1992–93, 1993–94, 2011–12

## Retrospecto nas competições europeias
| Temporada | Competição   | Fase    | Oponente   | Resultados |
| --------- | ------------ | ------- | ---------- | ---------- |
| 1995–96   | Copa da UEFA | Prelim. | FK Jelgava | 1–2, 0–0   |

Jogos em casa em negrito.

## Elenco atual
Atualizado em 9 de julho de 2015.
Legenda
- : Capitão
- : Jogador suspenso
- : Jogador lesionado